# Petrove (communauté territoriale urbaine de Znamianka)
 (signalé en juillet 2025).
Si vous disposez d'ouvrages ou d'articles de référence ou si vous connaissez des sites web de qualité traitant du thème abordé ici, merci de compléter l'article en donnant les références utiles à sa vérifiabilité et en les liant à la section « Notes et références ».
- Archive Wikiwix
- Bing
- Cairn
- DuckDuckGo
- E. Universalis
- Gallica
- Google
- G. Books
- G. News
- G. Scholar
- Persée
- Qwant
- (zh) Baidu
- (ru) Yandex
- (wd) trouver des œuvres sur Wikidata

Petrove (en ukrainien : Петрове) est un village de la région de Kirovohrad en Ukraine fait partie de communauté de la Znamianka.

## Géographie
Le village est situé au sud de Znamianka. La rivière Balka Orlova, affluent gauche de la Beshka, traverse le territoire du village.

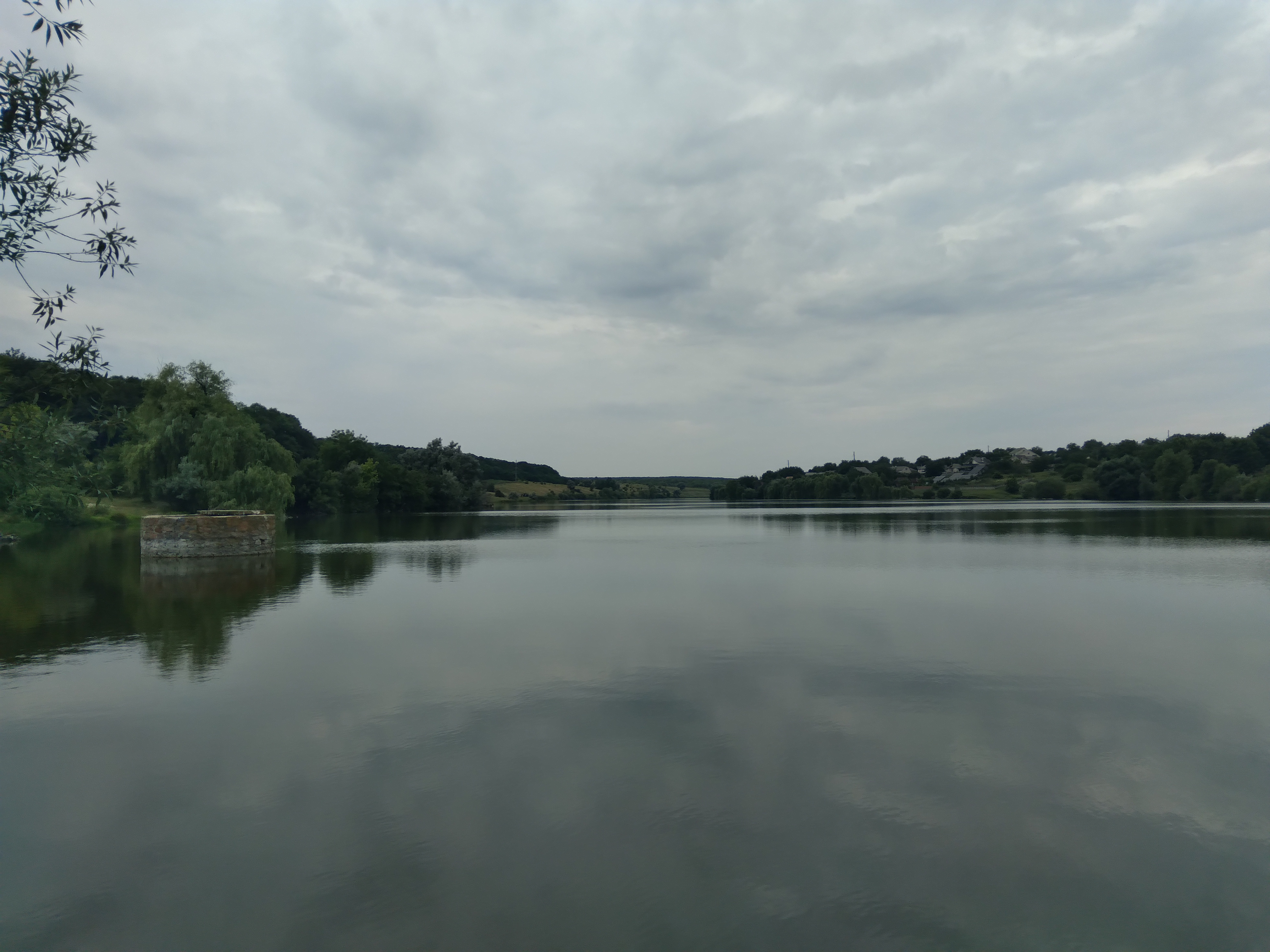
Rivière Balka Orlova

## Histoire
En 1886, 337 personnes vivaient ici

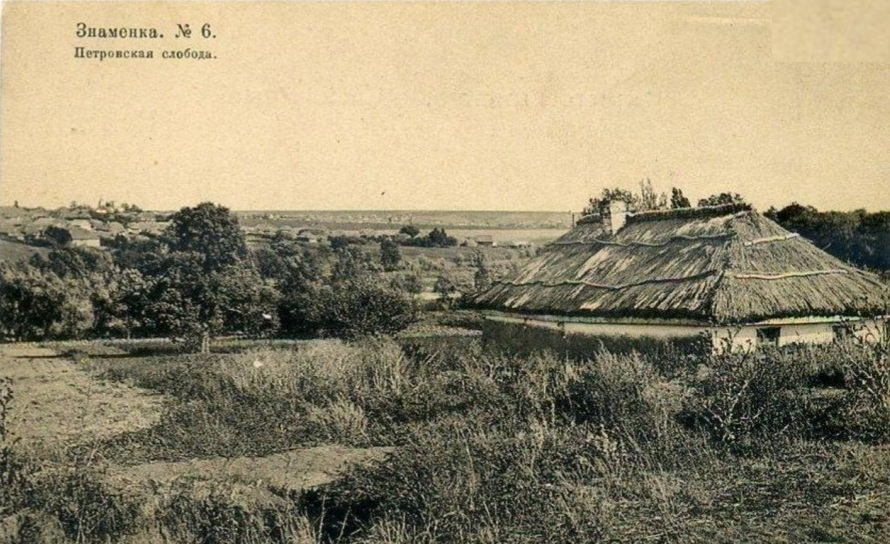
Photo de 1907-1910

En 1958, le village voisin d'Orlova Balka, fondé par un cosaque de Zaporizhia surnommé Orel lors du mouvement Haydamak dans la première moitié du XVIIIe siècle, fut annexé à Petrovе. À la fin du XVIIIe et au début du XIXe siècle, toute la vallée fluviale reçut ce nom (littéralement : Gorge de l'Orel).